# Droit d'exposition
 (décembre 2011).
Si vous disposez d'ouvrages ou d'articles de référence ou si vous connaissez des sites web de qualité traitant du thème abordé ici, merci de compléter l'article en donnant les références utiles à sa vérifiabilité et en les liant à la section « Notes et références ».
 (mai 2025).
Le droit d'exposition publique est, pour l'auteur d'une œuvre graphique ou plastique, le droit d'autoriser l'exposition de celle-ci.
Il s'agit d'un élément du droit patrimonial, précisément du droit de représentation. Ce droit a donc une nature patrimoniale et permet à l'auteur d'exploiter l'exposition de son œuvre. 
Le droit d'exposition reste peu appliqué à l'heure actuelle[Quand ?]. Sa consécration en France n'est intervenue que très récemment[Quand ?] dans l'histoire du droit d'auteur. Certaines législations étrangères[Lesquelles ?] contiennent explicitement ce droit, mais lui attachent une portée variable, ce qui rend difficile toute recherche d'une solution de principe.
De manière générale, le droit d'exposition représente un grand intérêt pour les artistes, de par son important potentiel économique[réf. souhaitée]. Cependant, les difficultés pratiques qu'il suscite[Lesquelles ?] freinent encore son application, notamment à l'égard des institutions culturelles.